# Тель-Касіле

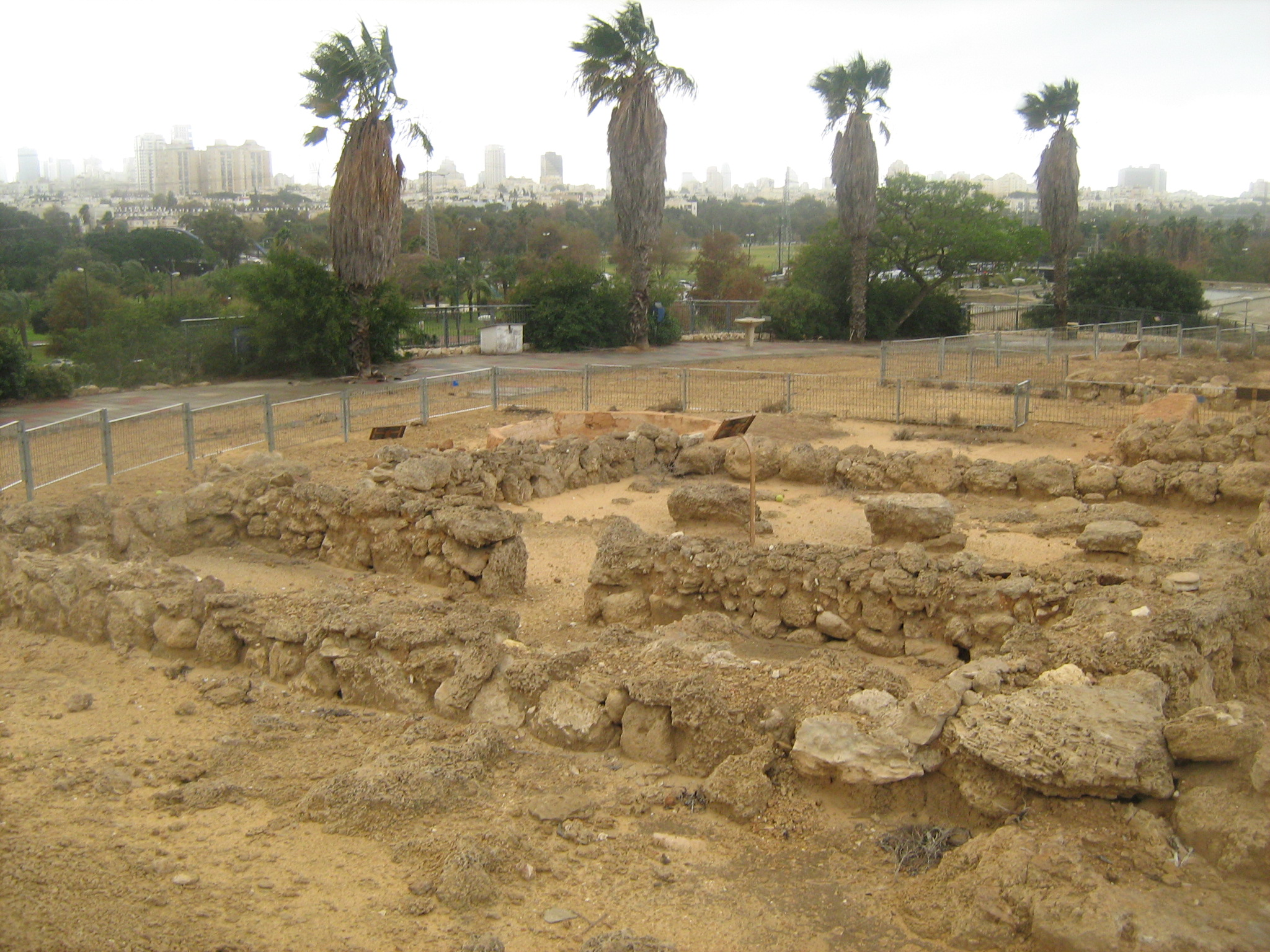
Тель-Касіле у 2009 році

Тел(л)ь-Касіле — археологічний пам'ятник на території міста Тель-Авів в Ізраїлі.Він являє собою залишки порту, який заснували філістимляни у ХІІ ст. до н. е. Розташований поблизу річки Яркон, на землях, які в даний час займає Музей Ерец-Ісраель.

## Історія

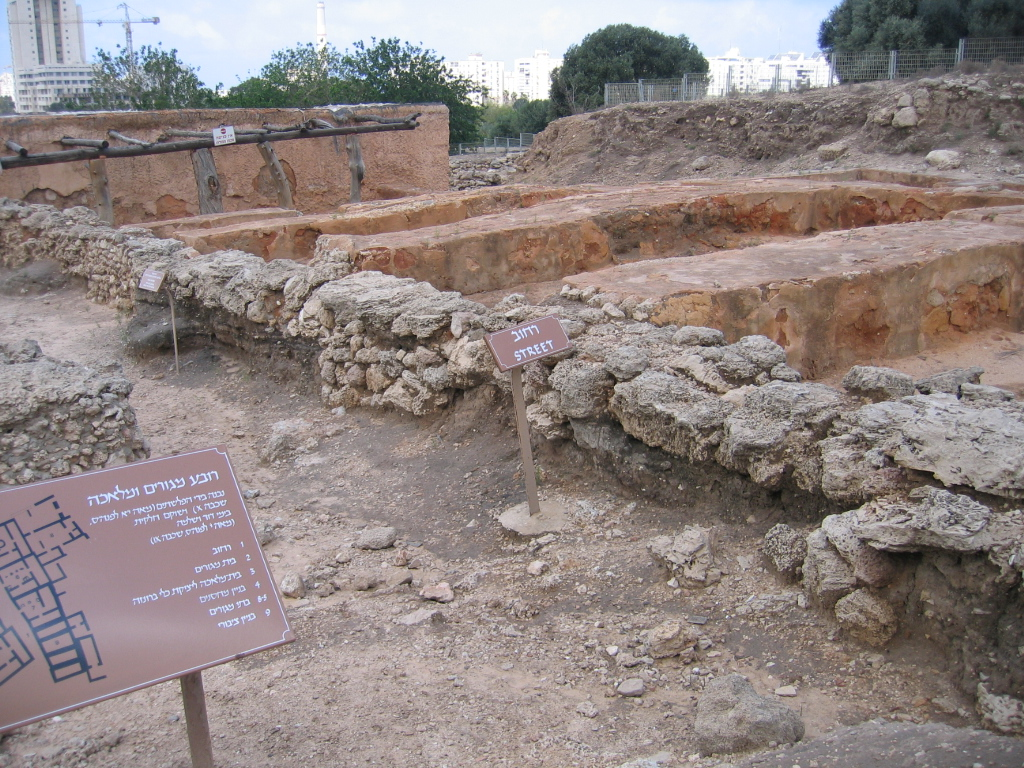
Житловий квартал у Тель-Касіле

У 1815 році, після розкопок руїн стародавнього Ашкелону, Естер Стенхоуп запропонувала почати розкопки в місцевості, яка на той час носила назву ель-Хурби, за 12 миль на північний схід від Яффи на берегах річки Авги (нині Яркон). Компаньйон леді Стенхоуп зазначив, що «багато що вказує на те, що цей район був колись густо населений».
Сучасні розкопки у цій місцевості розпочав у 1948 році Беньямін Мазар, що отримав перший в історії незалежної держави Ізраїль дозвіл на археологічні розкопки. В ході розкопок було виявлено, як місто філістимлян розвивався протягом 150 років від свого заснування (рівень XII) до піку свого розвитку (рівень X) в кінці ХІ ст. до н. е. У цій ж експедиції, вперше у своєму житті, брала участь військовослужбовець армії Ізраїлю Труде Дотан. Пізніше вона стала видною спеціалісткою по філістимському періоду історії.

## Археологічні знахідки
У священній частини філістимського міста було виявлено три храми, побудовані послідовно на руїнах один одного. Стіни храмів виконувалися з цегли-сирцю і покривалися обмазкою світлого кольору. Вздовж стін були розташовані низькі лавки. На підлозі виявлено велику кількість жертвоприношень і культових судин, в основному вздовж «бама» (bamah) та в сховищах-альковах храмів.
Житловий квартал був виявлений на північній частині вулиці, а в південній частині — майстерні та сховища. Будинки споруджувалися за стандартним планом — вони були квадратними, площею приблизно 100 квадратних метрів на кожне житло, яке складалося із двох прямокутних кімнат, розділених двором.

## Караван-сарай епохи Аббасидів
В ході розкопок у 1980 році було виявлено великий будинок з двором, який віднесли до епохи Аббасидів, між IX і XI ст., хоча на його місці виявлені сліди також більш ранніх (Омеяди) і пізніх (держави хрестоносців) періодів.
Конструкція будівлі та його розташування (біля переправи через річку) вказують, що будівля являла собою караван-сарай.
Дослідниками була розкопана лише північна частина будівлі, решта частини видно тільки як траншеї, викопані розкрадачами старожитностей. Судячи з розкопаних частин, передбачається, що площа будівлі становила 28 квадратних метрів. Вимощений вхід у центрі північної стіни вів у двір, викладений гравієм. У дворі із західної та східної сторони розташовувалися аркади, які спиралися на колони. У північно-західному куті двору знайдені останки сходинок. Виявлені також залишки невеликих кімнат, розташованих вздовж двору.